# Старкс (Мен)
Старкс (англ. Starks) — місто (англ. town) в США, в окрузі Сомерсет штату Мен. Населення — 593 особи (2020).

## Демографія
Згідно з переписом 2010 року, у місті мешкало 640 осіб у 273 домогосподарствах у складі 167 родин. Було 395 помешкань
Расовий склад населення:
| - 98,6 % — білих - 0,3 % — корінних американців - 0,2 % — азіатів |

До двох чи більше рас належало 0,8 %. Частка іспаномовних становила 0,6 % від усіх жителів.
За віковим діапазоном населення розподілялося таким чином: 21,4 % — особи молодші 18 років, 64,1 % — особи у віці 18—64 років, 14,5 % — особи у віці 65 років та старші. Медіана віку мешканця становила 42,1 року. На 100 осіб жіночої статі у місті припадало 107,1 чоловіків;  на 100 жінок у віці від 18 років та старших — 102,0 чоловіків також старших 18 років.
Середній дохід на одне домашнє господарство  становив 37 970 доларів США (медіана — 29 336), а середній дохід на одну сім'ю — 43 752 долари (медіана — 40 500). Медіана доходів становила 26 750 доларів для чоловіків та 21 875 доларів для жінок. За межею бідності перебувало 24,7 % осіб, у тому числі 38,5 % дітей у віці до 18 років та 6,9 % осіб у віці 65 років та старших.
Цивільне працевлаштоване населення становило 259 осіб. Основні галузі зайнятості: освіта, охорона здоров'я та соціальна допомога — 25,1 %, сільське господарство, лісництво, риболовля — 20,5 %, будівництво — 13,9 %, виробництво — 11,2 %.